# Аквапенденте
Аквапенде́нте (итал. Acquapendente) — коммуна в Италии, расположена в области Лацио, в провинции Витербо.
Население составляет 5227 человек (на январь 2025 года), из них 2615 мужчин и 2612 женщин. Занимает площадь 120,28 км².
Почтовый индекс — 01021. Телефонный код — 0763.
Покровителем города почитается святой мученик Эрмет. Праздник города ежегодно празднуется 28 августа.

## География

### Физико-географическое положение
Коммуна Аквапенденте расположена на самом севере области Лацио и провинции Витербо, на границе с областями Тоскана (границы которых на некотором расстоянии обозначены озером Сан-Кашано) и Умбрия.
Коммуна находится чуть более чем в 10 км от озера Больсена. Через город проходит Кассиева дорога. Наряду с Пичиниско, Сан-Витторе-дель-Лацио, Читтареале и Аккумоли, Аквапенденте является одной из пяти коммун в Лацио, чья муниципальная территория граничит с большим количеством областей, чем его собственная.
Аквапенденте получил свое название из-за своего расположения недалеко от многочисленных небольших водопадов, ручьями впадающих в реку Палья. На территории муниципалитета находится гора Руфено, где был создан природный заповедник Монте Руфено, расположенный на противоположном берегу реки Палья.

### Климат
Лето, как правило, жаркое, а зима довольно холодная и часто сопровождается северными ветрами, которые могут дуть в течение длительного времени. Зимним утром здесь также легко можно увидеть туман из-за близости реки Палья. Снег выпадает редко, хотя иногда и в больших количествах. Осадки преобладают осенью и весной.

## История
Предполагается, что на территории, где сегодня расположен город, находился этрусский центр, который затем был заселен римлянами, а затем захвачен и разрушен лангобардами.

Однако анализ древних документов позволяет предположить, что городское ядро возникло из деревни, образовавшейся вокруг приходской церкви Санта-Виттория между IX и X веками и расположенной вдоль Виа Франчиджена — пути, соединявшего Францию и Центральную Европу с Римом и портами отправления на Святую землю.

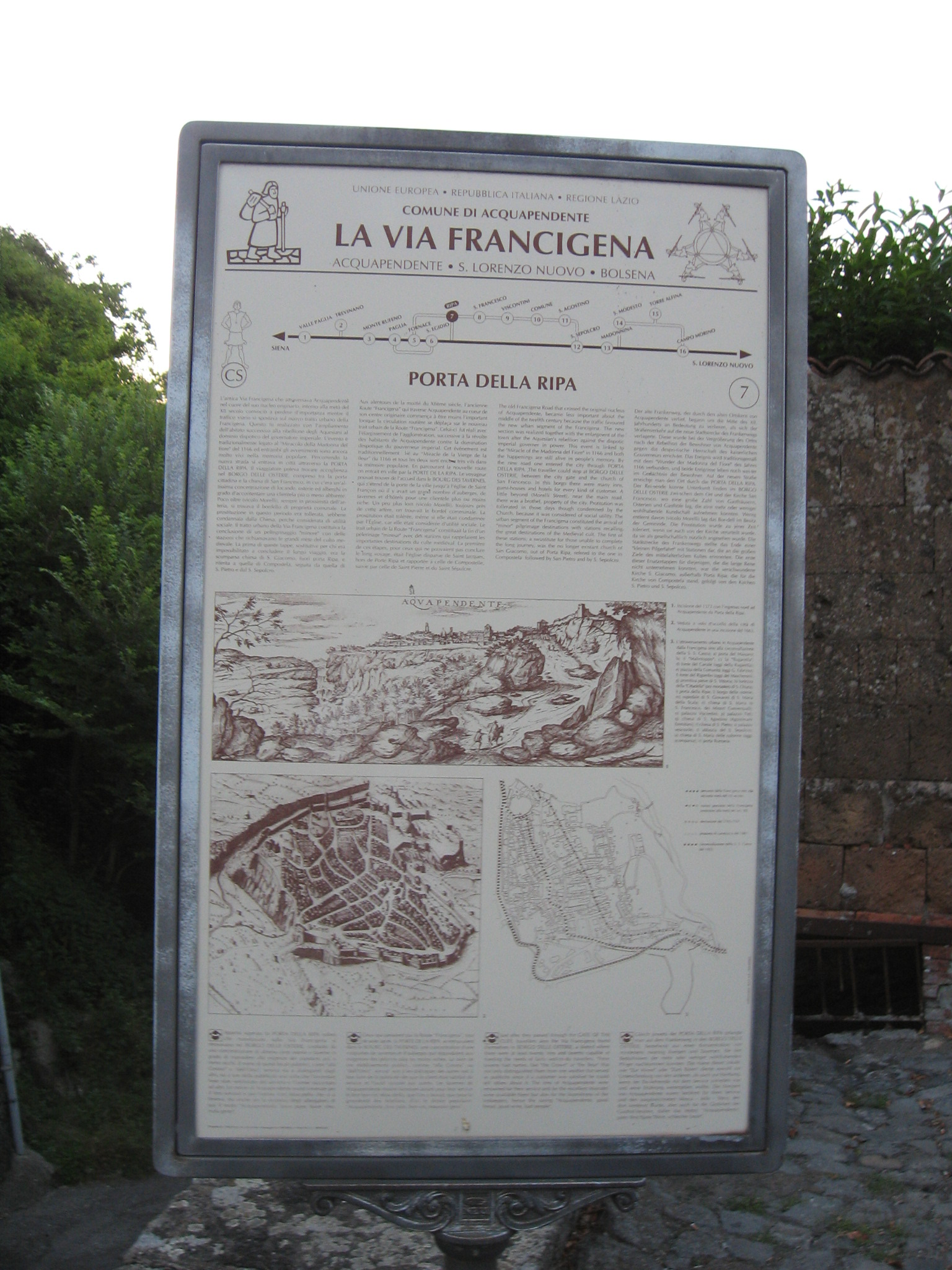
Знак у дороги Виа Франчиджена

Небольшая деревня быстро развивалась благодаря своему расположению на важной коммуникационной оси, и в 964 году здесь останавливался император Оттон I, который недолгое время проживал в Аквапенденте. После передачи всех активов Матильдой Каносской в дар Церкви, Аквапенденте стал частью Наследия Святого Петра и был помещен в епархию Орвието. В этот период произошли первые войны между Орвието и Аквапенденте, которые не хотели ему подчиняться, в том числе и потому, что к тому времени деревня приобрела определенное значение из-за своего стратегического положения между Маркизатом Тоскана и Папским государством (Патримония Сан-Пьетро).
Что касается городской планировки деревни около XII века, то считается, что она занимала два небольших холма, расположенных друг напротив друга и разделенных ручьем Риво, протекавшим в долине внизу. Справа от водотока располагались аббатство Гроба Господня, замок и, возможно, деревня, выросшая вокруг церкви Санта-Мария; слева находился город, который простирался от старой приходской церкви Санта-Виттория через холмы до холма, у подножия которого находились ворота, ведущие в Сиену. Городской участок Виа Франчиджены начинался от этого места въезда, который через извилистый вход проходил через Ругареллу и затем к близлежащему источнику Ригомбо, продолжаясь прямо к воротам Рима.
Историческая традиция сообщает об очень важном для Аквапенденте событии, которое, вероятно, произошло в период борьбы папства с империей. Зто «Чудо Мадонны дель Фьоре» 1166 года, после которого жители Аквапенденте восстали против имперского господства Барбароссы. Таким образом, как только замок, символ и фундаментальная структура феодальной системы, был разрушен, люди начали (согласно свидетельству Пьетро Паоло Бионди) строить в долине, особенно из-за преимуществ ее близости к ручью и возможности расчистить землю. Это изменение повлекло за собой трансформацию, поскольку древний путь Виа Франчиджена пришел в упадок, а новая, более функциональная дорога входила через Порта делла Рипа и выходила через Порта Романа, что соответствовало двум основным направлениям вдоль оси север-юг (дорога на Сиену и дорога на Рим).
В XIII веке Аквапенденте оказался, с одной стороны, в состоянии постоянных войн с Орвието, а с другой — в условиях череды конфликтов между Империей и папством.
XIV век ознаменовался изгнанием пап в Авиньон и вызванной этим неразберихой на территориях, входивших в Папскую область. С возвращением Папы в Рим Аквапенденте начал восстанавливать свои права самоуправления.
Однако после 1550 года город утратил некоторые привилегии, характеризовавшие его автономию в XV веке, однако это явление коснулось не только Аквапенденте и затронуло, по-разному и в разное время, все общины Патримонии Сан-Пьетро из-за усиления центральной власти. Несмотря на это, весь город, на волне благоприятного периода, который пережило все государство, процветал во многих секторах. В Аквапенденте в этот период были построены самые красивые здания на площади и главных улицах, в том числе Дворец епископа и дворец Висконтини.
Деревня, в период всеобщего кризиса после эпохи Возрождения, переживала очень трудные периоды, усугубленные началом войны Кастро; Аквапенденте был сначала разграблен войсками Одоардо Фарнезе, а затем и армией Папы, пришедшей изгнать захватчиков. После заключения мира между Одоардо Фарнезе и папой Урбаном VIII в 1644 году война возобновилась с приходом нового папы Иннокентия X, который приказал осадить и разрушить город Кастро. После этого события епископская резиденция папской буллой была перенесена в Аквапенденте, а базилика Гроба Господня стала кафедральным собором.
В годы после Французской революции Аквапенденте был одним из первых городов, где автономно (и со свободными выборами) была установлена республиканская система, которая просуществовала до 1799 года, когда прекратила свое существование Римская республика. С наступлением XIX века Аквапенденте пережил экономический и культурный подъем, особенно после присоединения к Королевству Италии, когда были построены различные общественные здания, такие как реконструкция нового муниципального здания и строительство окружных тюрем (1876 г.). За этим последовало благоустройство площади Пьяцца ди Сан Агостино, расширение и выравнивание улицы Виа деи Казалини, стилистическая реставрация Часовой башни, известной как башня Барбароссы, а также строительство фонтанов и прачечных.
В конце века город все еще был ограничен старыми стенами. Только после 1927 года началось строительство за пределами городских стен с открытием новой кольцевой дороги.

## Демография
Динамика населения:

## Города-побратимы
- Винье, Норвегия

## Известные уроженцы
- Иероним Фабриций (1533—1619) — итальянский анатом и хирург.
- Джамбаттиста Касти (1724—1803) — итальянский поэт, мастер ироикомического жанра.